# Sentzich
Sentzich (prononcé [zɛntsiʃ] ; alias Sentzig) est une ancienne commune française du département de la Moselle, elle est rattachée à celle de Cattenom depuis 1971.
Ses habitants sont appelés les Sentzichois en français et les Sentzécher en francique lorrain.

## Géographie
Située dans le pays thionvillois, la localité de Sentzich se trouve à 11 km au Nord-Est de Thionville et à 2 km au Nord-Est de Cattenom ; elle est par ailleurs limitrophe de Homeldange.
Également situé sur la rive gauche de la Moselle, ce village est délimité au Sud par le ruisseau du Mirgenbach et à l'Ouest par la route D1.

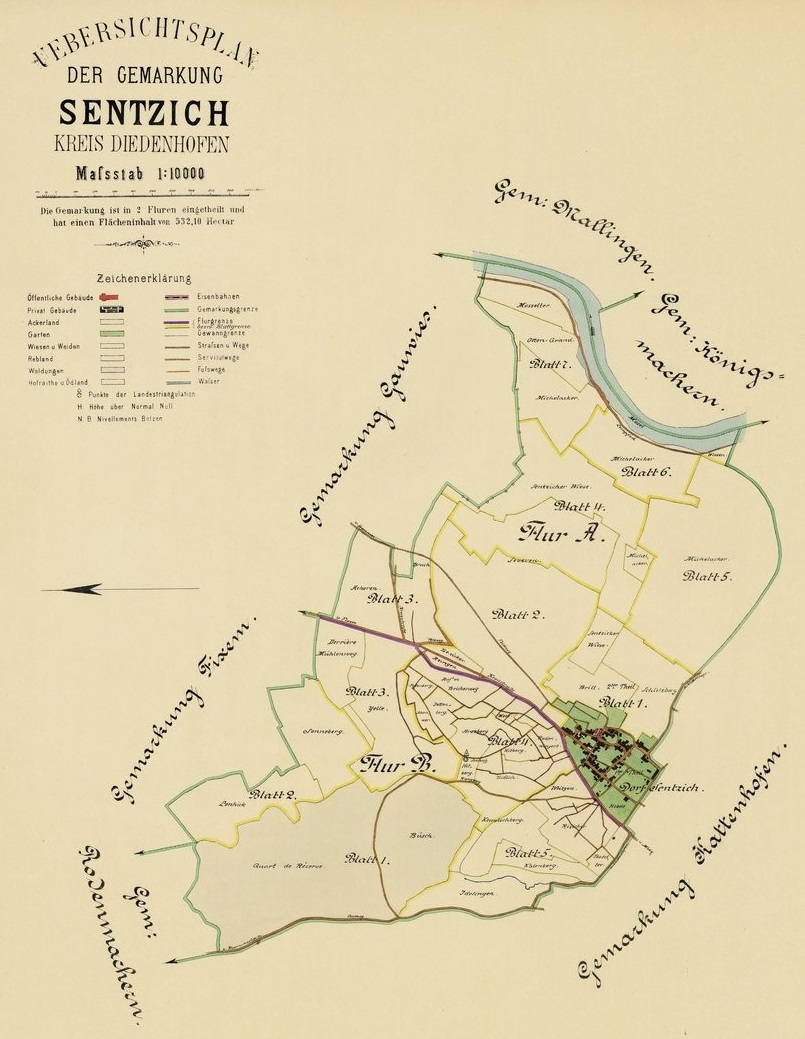
Plan cadastral de Sentzich en 1886.

### Voies de communication et transports
Entre 1903 et 1935, Sentzich est desservi par la ligne de Thionville à Mondorf-les-Bains.

## Toponymie
En francique lorrain : Senzich, Senzech et Sensisch. En allemand : Sentzig.

### Mentions anciennes
Cet endroit est mentionné sous les noms de : Sanceium (1137), Sanciacum (1155), Senziche (1202), Sencich (1251),, Senchy (1293), Sancey (1315), Sefsich (1511), Sensich (XVIIe siècle), Senrich (1606), Sentzigh (1616), Sintzicq et Sinzique (1686), Sentzich (1752), Sentzig (1793), Sentrich (1801), Sentzich (1817), Sentzig ou Sentzick (1863), Sentzig / Sentzich (1989).

### Étymologie
La terminaison -ig est une mauvaise graphie pour -ich qui représente la forme germanisée du suffixe -(i)acum, d'origine gauloise et servant à indiquer le lieu ou la propriété. Le premier élément Sentz- est le même que dans le type toponymique Sancy, Sancey, Sancé (Saône-et-Loire,Sanciacus XVIe siècle), Sansac (dont Sansac-de-Marmiesse, Cantal, Sanciacum 923) identifié par Albert Dauzat, Ernest Nègre et d'autres toponymistes comme étant issu du nom d'homme latin Santius, Sancius,. 
Remarque : la mention Sanseium de 1137 est une mauvaise latinisation de la forme romane *Sansei, corrigée par celle de 1155, Sanciacum qui s'avère conforme à celles de différents Sancy, Sansey, Sansac, etc.

## Histoire
En 1681 Sentzich est le siège d’un fief, avec maison forte et justice haute, moyenne et basse, qui dépend de la seigneurie de Cattenom. Ce village avait une chapelle qui était annexe de la paroisse de Cattenom.
Le 1er janvier 1971, la commune de Sentzich est rattachée à celle de Cattenom.

## Politique et administration
| Période                                  | Période | Identité          | Étiquette | Qualité |
| ---------------------------------------- | ------- | ----------------- | --------- | ------- |
| 19??                                     | 19??    | François Paradeis |           |         |
|                                          |         |                   |           |         |
| Les données manquantes sont à compléter. |         |                   |           |         |

## Démographie
| 1793 | 1800 | 1806 | 1821 | 1836 | 1841 | 1861 | 1866 | 1872 |
| ---- | ---- | ---- | ---- | ---- | ---- | ---- | ---- | ---- |
| 564  | 651  | 842  | 689  | 768  | 724  | 655  | 673  | 600  |

| 1876 | 1881 | 1886 | 1891 | 1896 | 1901 | 1906 | 1911 | 1921 |
| ---- | ---- | ---- | ---- | ---- | ---- | ---- | ---- | ---- |
| 584  | 571  | 605  | 510  | 553  | 516  | 510  | 486  | 463  |

| 1926 | 1931 | 1936 | 1946 | 1954 | 1962 | 1968 | - | - |
| ---- | ---- | ---- | ---- | ---- | ---- | ---- | - | - |
| 469  | 642  | 526  | 398  | 443  | 485  | 529  | - | - |

## Économie
En 1817, ce village à un territoire productif de 511 hectares dont 87 en bois, 38 en vignes et 2 en friches ; ainsi qu'une huilerie.
Les sablières de Sentzich, depuis 1975.

## Culture locale et patrimoine

### Lieux et monuments
- Église paroissiale Saint-Jacques, construite en 1828
- Ancien presbytère, à côté de l'église
- Ancienne synagogue, construite au XIXe siècle ; transformée en atelier de menuiserie au XXe siècle, située rue de la Synagogue.
- Bildstock érigé en 1635, sur son fût est représenté Saint-Jacques, Saint-Mathias et Saint-Nicolas. Un autre bildstock, daté de 1744 et situé entre Sentzich et Fixem, a disparu le 1er mai 1979[17]
- Croix Saint-Jacques de 1570
- Ouvrage de Sentzich

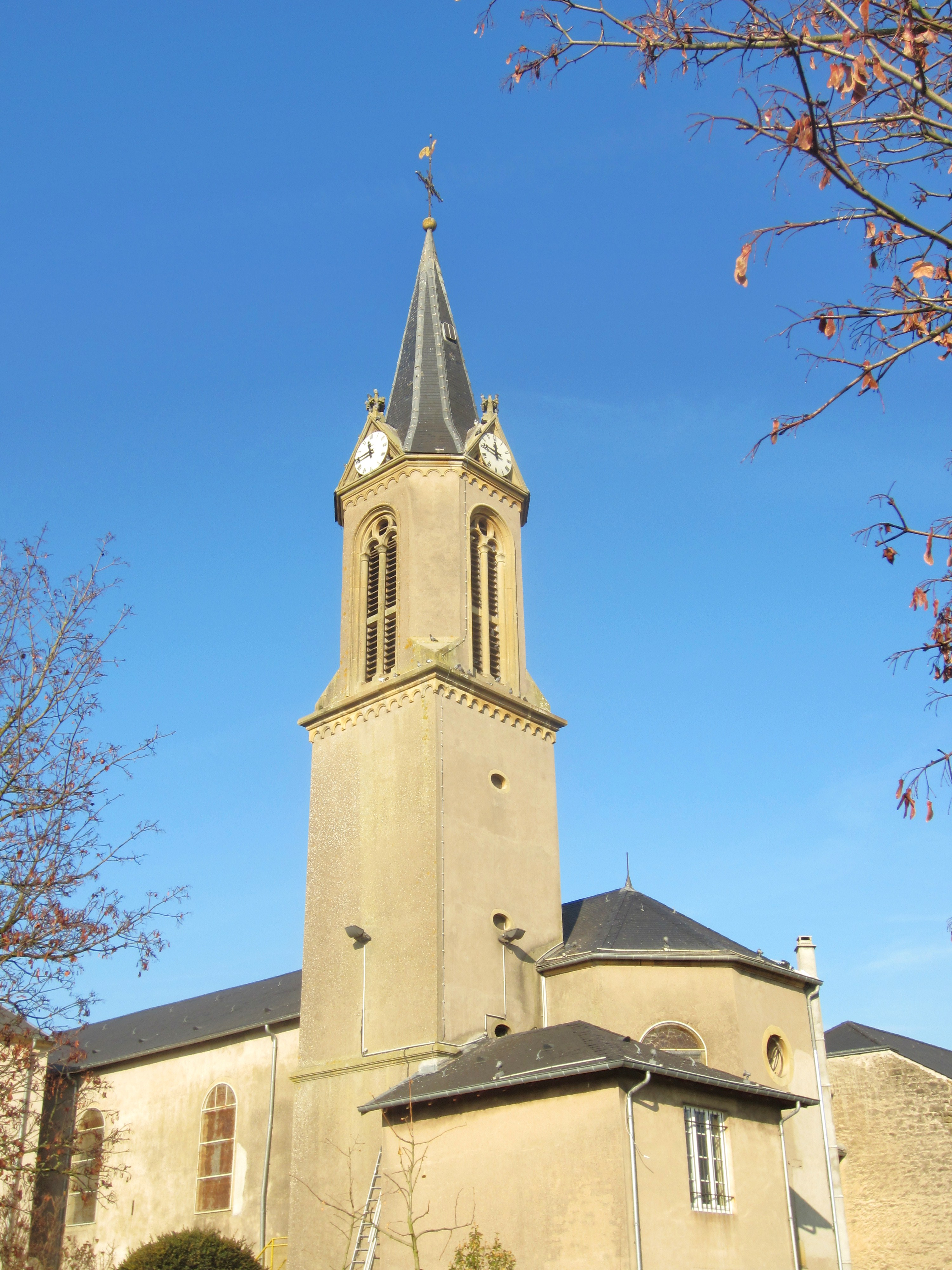
L'église Saint-Jacques.
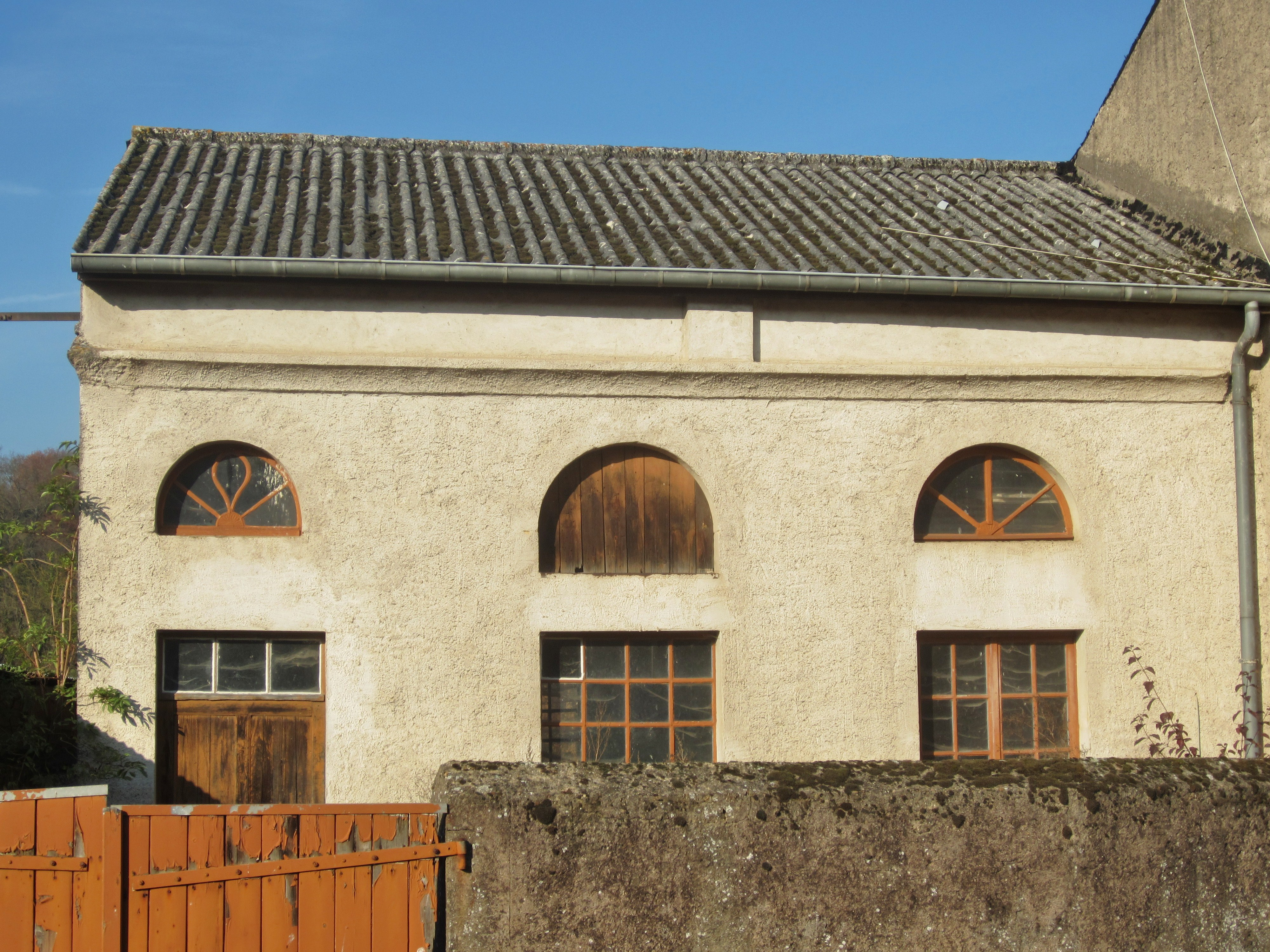
L'ancienne synagogue.

### Linguistique
Les dialectes de Cattenom, Husange et Sentzich sont pratiquement identiques. Légèrement plus au Nord, à partir de Gavisse, il y a une zone de diphtongaison intense dans laquelle le dialecte y est très différent.

### Sobriquet
Les habitants de Sentzich étaient surnommés : Sentzécher Fräschen (les grenouilles de Sentzich), c'est peut-être parce qu'ils en mangeaient beaucoup.